# Active Endeavour hadművelet
Az Active Endeavour hadművelet (angolul: Operation Active Endeavour, OAE) egyike a NATO haditengerészeti hadműveleteinek. Műveleti területe a Földközi-tengerre korlátozódik, műveleti célja pedig a terrorcselekmények, vagy tömegpusztító fegyverek bevetésének megelőzése. Elsősorban a tengeri szállítások, hajózási útvonalak biztosítását, biztonságát hivatott ellátni a hadművelet területén belül. Ez a NATO egyik első katonai művelete az Észak-atlanti Szerződés 5. cikkében foglaltak alkalmazásával, amely a kollektív védelem fenntartásáról rendelkezik, illetve a szerződés védelmi záradékának közvetlen alkalmazása szerinti legelső katonai művelet.

## Fordítás
- Ez a szócikk részben vagy egészben  az   Operation Active Endeavour című angol Wikipédia-szócikk ezen változatának fordításán alapul.  Az eredeti cikk szerkesztőit annak laptörténete sorolja fel. Ez a jelzés csupán a megfogalmazás eredetét és a szerzői jogokat jelzi, nem szolgál a cikkben szereplő információk forrásmegjelöléseként.